# Милан Илић (фудбалер, 1987)
Милан Илић (Крагујевац, 12. маја 1987) српски је фудбалер који тренутно наступа за Шумадију 1903.

## Трофеји и награде
Јавор Ивањица
- Прва лига Србије : 2007/08.[4]

Раднички Крагујевац
- Српска лига Запад : 2016/17.[5]

Златибор Чајетина
- Прва лига Србије : 2019/20.[6]